# Portalban
Portalban (toponimo francese; in tedesco Portelbank, desueto) è una frazione del comune svizzero di Delley-Portalban, nel Canton Friburgo (distretto della Broye).

## Geografia fisica
Portalban si affaccia sul Lago di Neuchâtel.

## Storia

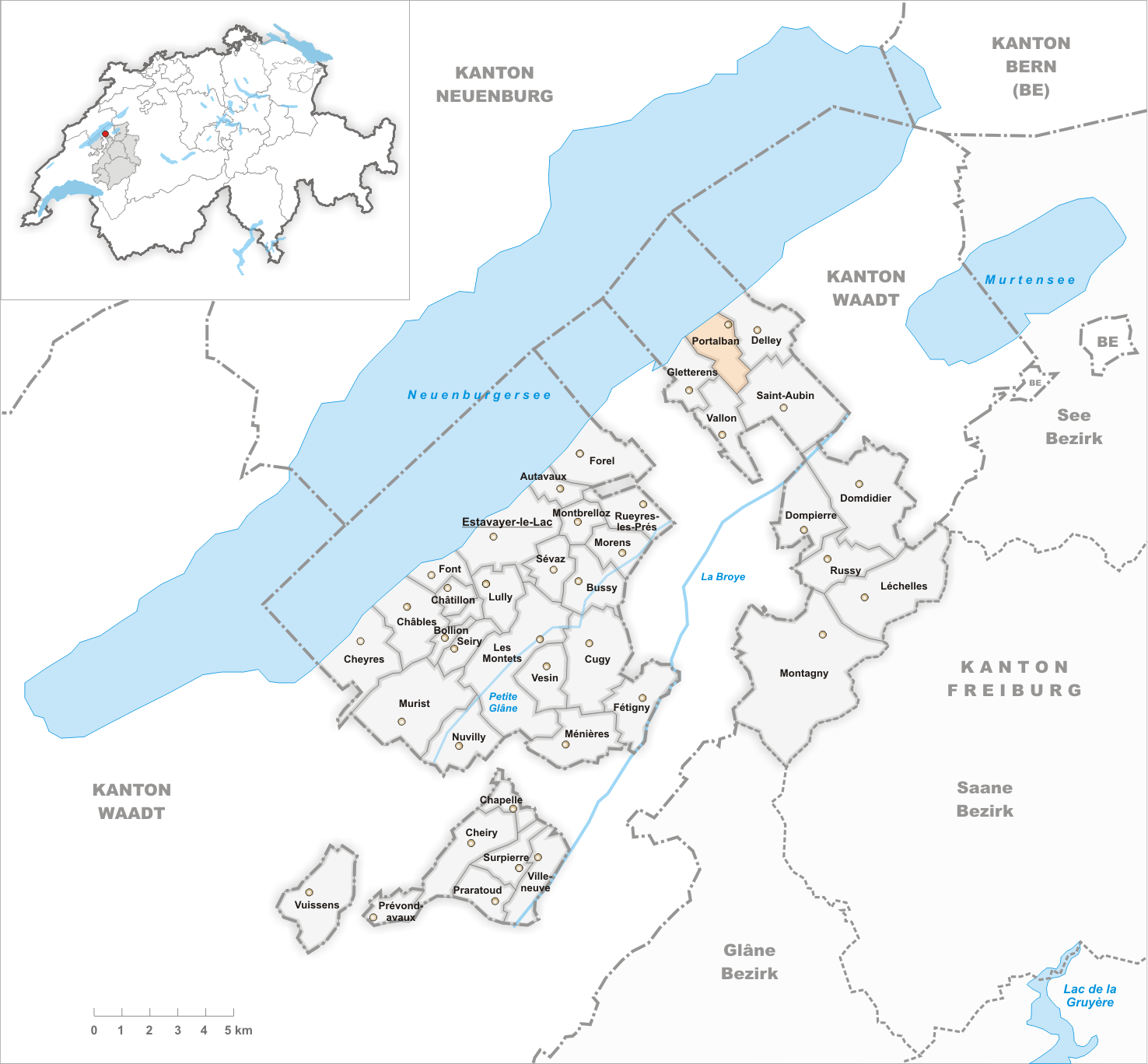
Il territorio del comune di Portalban prima degli accorpamenti comunali del 2005

Già comune autonomo che comprendeva le frazioni di Portalban-Dessous (in parte) e Portalban-Dessus, nel 2005 è stato accorpato all'altro comune soppresso di Delley per formare il nuovo comune di Delley-Portalban.

## Società

### Evoluzione demografica
L'evoluzione demografica è riportata nella seguente tabella:
Abitanti censiti

## Amministrazione
Ogni famiglia originaria del luogo fa parte del comune patriziale che ha la responsabilità della manutenzione di ogni bene comune.